# Zhu Ran
Pour les articles homonymes, voir Zhu.
Dans ce nom chinois, le nom de famille, Zhu, précède le nom personnel.
Zhu Ran (181/182 - 248/249) était un officier et général du Royaume de Wu. 
Il est le fils adoptif de Zhu Zhi. Il est un ami d'enfance de Sun Quan.
À la bataille de Yiling, en 222, il commanda les forces navales qui donnèrent la chasse à Liu Bei. Dans le Roman des Trois Royaumes, il est arrêté par Zhao Yun venu à la rescousse de celui-ci, et qui lui permit de s'échapper.

## Origine et Jeunesse
Zhu Ran naquit vers 181 et est originellement le neveu de Zhu Zhi, un conseiller et général de Sun Ce et de Sun Quan, fils de sa sœur ainée. Surnommé Shi, il devient l'héritier à treize ans de Zhu Zhi, sans enfant et adopte son patronyme Zhu quand ce dernier l'adopte. Ce dernier a contribué à la conquête du Jiangdong ainsi qu'à sa pacification, et Sun Ce, pour le remercier, lui permet cette adoption. Zhu Ran tenta par la suite, après la mort de Zhu Zhi en 234, de recouvrer son véritable patronyme paternel, ce que Sun Quan refusa. Favorisé comme jeune talent par Sun Ce, élevé avec le frère de ce dernier, Sun Quan, il devint un proche et homme de confiance de celui-ci. Ce dernier, arrivé au pouvoir après l'assassinat de son frère, le promut au poste de gouverneur de Kuaiji en 200, alors qu'il n'a pas vingt ans. 

## Une carrière rapide
Promu très jeune au poste d'administrateur, dont il s’acquitta, il obtint le grade de colonel et fut à nouveau promu en 211, administrateur de Linchuan, à l'ouest de Danyang, ainsi qu'à la tête de cinq comtés. Sa principale mission était de maintenir l'ordre dans la province et éventuellement de s'occuper des troubles générés par le peuple des collines de l'est de Poyang. Dans cette tâche, 2 000 soldats lui furent attribués. En 217, Cao Cao, lance une attaque contre le sud, Sun Quan promeut à nouveau Zhu Ran, qui devient lieutenant général à la tête de la défense de deux camps militaires. Il joue plus tardivement un rôle important dans la capture de Guan Yu. En effet, en 219, lors de la conquête de la province de Jing par Lu Meng, il est envoyé en détachement avec le général Pan Zhang en soutien avec les forces de Cao Cao, pour bloquer les éventuels retraite et retour de Guan Yu dans la province de Jing. Cette dernière est envahie par surprise par Lu Meng et Lu Xun, pendant ce temps. Grandement loué pour ses mérites par Lu Meng, il fut pour cette réussite promu général et quand Lu Meng mourut en 219, ce dernier eut recommandé Zhu Ran au poste de commandant qu'il occupait à la défense de Jiang Ling dans la commanderie de Nan,.

## Un rôle clef contre Liu Bei à Yiling et dans la défense de Jiangling
La conquête de la province de Jing et la mort de Guan Yu, poussèrent Liu Bei, devenu Empereur du Shu Han, à déclarer la guerre à Sun Quan en 221. Les troupes du Shu progressèrent rapidement devant des troupes du Wu en recul. Lu Xun pétitionné par Sun Quan au titre de grand commandant des armées adopte une tactique purement défensive. Les troupes de Liu Bei passent tout le printemps et l'été stationnées. Souffrant de chaleur et d'une ligne de ravitaillement lente due à l'éloignement, Liu Bei repositionne ses campements près du Yangtse. Lu Xun ayant calculé et attendant ce moment, passe à l'action et détruit ces campements, usant notamment du feu avec une flotte de guerre en soutien commandée par Zhu Ran. Promu marquis de Yong'An, ce dernier est rappelé par Sun Quan pour la défense de Jiangling en 223, menacé par Cao Pi, fils de Cao Cao. Ce dernier en effet profitant de la guerre ouverte de Liu Bei contre Sun Quan et du fait que ce dernier, son vassal déclaré ne lui ait pas envoyé son fils Sun Deng en otage, use de l'occasion pour conquérir le Sud. Zhu Ran participe à la défense de la commanderie sur le plan naval et terrestre à Jiangling. Assiégé par les troupes du Cao Wei, celui-ci ne montre aucun effroi et tient la ligne de défense. Il tue Yao Tai, un de ses officiers subordonnés qui voulut se rallier aux troupes du Wei. Selon le roman des Trois Royaumes, Sanguozhi, le siège dura six mois avant que les troupes du Wei ne se retirent. Par cet exploit, il fut considéré comme un des meilleurs généraux du Wu.

## Portrait et représentations modernes
Selon le roman des Trois Royaumes, Zhu Ran, n'est pas très grand (environ 1,60 m), mais possède une aura et une autorité naturelle. Il instaura une discipline de fer et de l'ordre parmi ses troupes. Son courage et sa pugnacité firent de lui un leader naturel, guidant les jeunes généraux du Wu. Son amitié avec Sun Quan fit de lui un de ses plus proches conseillers en matière militaire.
Des représentations modernes de Zhu Ran sont visibles dans des jeux vidéo comme Romance of the Three Kingdoms, apparaissant dans chaque opus.